# Acrotato (re di Sparta)
Acrotato (in greco antico: Ἀκρότατος?, Akròtatos, in latino Acrotătus; ... – Mantinea, 263-262 a.C.) è stato re di Sparta dal 265 a.C. al 263 o 262 a.C.

## Biografia
Acrotato era nipote di Acrotato e figlio di Areo I. Secondo i Lacaenarum Apophthegmata (Detti delle donne spartane), era nipote di Girtiade, anche se non è noto se quest'ultima fosse la nonna paterna o materna.
La relazione illegittima che Acrotato ebbe con Chilonide, la giovane moglie di Cleonimo, contribuì alla decisione di quest'ultimo di sollecitare una spedizione di Pirro, re dell'Epiro contro Sparta. Mentre il padre era a Creta, Acrotato guidò la resistenza spartana del 273 a.C. contro Pirro. Nel 265 a.C. circa succedette al padre sul trono, ma poco dopo, nel 263 o 262 a.C., morì nel tentativo di riconquistare Mantinea contro Aristodemo, tiranno di Megalopoli.